# كسر (رياضيات)

قالب من الحلوى مقسم إلى أربع أقسام، أزيل منه ربع وبقي ثلاث أرباع

الـكسر في الرياضيات هو مفهوم العلاقة النسبية بين جزء من الجسم إلى الجسم كاملاً. وهو مثال على نوع خاص من النسب حيث يكون العددان مرتبطين بعلاقة جزء إلى كل وليس مقارنة العلاقة بين كميات منفصلة.
الكسر هو ناتج قسمة، أو العدد الذي يحصل عليه بقسمة البسط على المقام. وعليه فإن الكسر 3/4 يمثل العدد 3 مقسوماً على 4.
كل كسر يتشكل من مقام يكون في أسفل الكسر ويعبر عن الكل، وبسط يكون في أعلى الكسر ويعبر عن الجزء.
في كتابة الرقم، يتم استخدام فاصل عشري للتمييز بين الجزء الخاص بالرقم الصحيح والجزء الخاص بالكسر.

## أنواع الكسور
يتم التعبير كتابة عن الكسور بطريقتين:
- الكسر الاعتيادي: حيث يوضع خط فاصل ( إما / أو __ ) بين عددي البسط والمقام. و يصنف إلى ثلاثة أنواع:

- كسر عادي (بسيط): هو الكسر الذي فيه البسط أصغر من المقام، أمثلة 6/10، 2/3، 4/5.
- كسر غير عادي (مركب): هو الكسر الذي فيه البسط أكبر من المقام أو يساويه. أمثلة: 4/4، 7/3، 5/2.
- عدد كسري (مختلط): هو عدد مكون من عدد صحيح وكسر عادي. أمثلة: 4/5 2.

- الكسر العشري: حيث يمثل بأرقام على يمين الفاصلة العشرية ( ٫ ). مثال: 0٫125، ومثال آخر 0٫5.

## التاريخ
انظر أيضا إلى تاريخ الأعداد غير الجذرية.
أبو بكر الحصار، عالم رياضيات مسلم من مدينة فاس المغربية وفقيه في الإرث، هو أول من أشار إلى استعمال الخط الأفقي للتعبير عن الكسور. كان ذلك في القرن الثاني عشر. مباشرة بعد ذلك، ظهر هذا الترميز في أعمال ليوناردو فيبوناتشي في القرن الثالث عشر.